# 苅宿 (川崎市)
苅宿（かりやど）は、神奈川県川崎市中原区の町名。丁目のない単独行政地名。住居表示実施済区域。面積は27.5 ha。

## 地理
中原区の南部、二ヶ領用水の右岸に位置する。土地は多摩川の沖積低地であり、一帯は住宅地となっているほか、帝国通信工業や中小の工場が立ち並ぶ地帯でもある。北部を東海道新幹線が、南端を東京都道・神奈川県道111号大田神奈川線（ガス橋通り）が通過している。
苅宿は北端で木月住吉町と、北東端で二ヶ領用水を挟んで市ノ坪と、東端で幸区鹿島田と、南端でガス橋通りを挟んで大倉町や幸区新川崎と、南西端で西加瀬や幸区北加瀬と接する（特記のない町域は中原区所属）。

### 地価
住宅地の地価は、2024年（令和6年）7月1日の神奈川県地価調査によれば、苅宿4-39の地点で34万3000円/m²となっている。

## 歴史

### 中世以前
当地には古代に条里制が施行されたと見られており、また平将門が当地に一泊したという伝承が『新編武蔵風土記稿』に残るが、当地が文献に登場するのは1559年（永禄2年）の『小田原衆所領役帳』であり、「稲毛鹿島田借宿」とあったことから、当地が鹿島田の一部であり、また「借宿」と表記していたことが読み取れる。

### 近世
江戸時代の当地は苅宿村として一村となった。領主は旗本の杉田家であったが、明和期に杉田家が断絶したことで収公され、天領となり幕末に至っている。村高は、正保年間の『武蔵田園簿』から『元禄郷帳』、『天保郷帳』、幕末の『旧高旧領取調帳』まで200石と一定であった。水利は苅宿の北端で二ヶ領用水から分流していたが、干害に襲われることもあった。過重な助郷の負担で生活が困窮したこともあり、副業として紙すきが行われていた。古紙を原料としてちり紙を作るもので、最盛期には苅宿の42軒中35軒が手がけていた。

### 明治以降
明治維新以降、当地は神奈川県に属し、行政上は苅宿村→住吉村→中原町→川崎市と推移していった。明治中期頃から桃や梨の栽培が行われ、昭和期には野菜栽培も行われたが、1937年（昭和12年）に東京航空計器が進出して以降、多数の軍需工場が当地に作られ、また川崎大空襲での被害も受けた。
工場建設に合わせて住宅も建設されたが、都心への利便性もあり、1956年（昭和31年）以降に住宅建設が加速していった。その中には県や市、住宅公社などによるものも含まれ、また小学校も新設された。結果、当地の農地は他地域より早いうちから姿を消していった。

### 地名の由来
当地に平将門が宿したことに由来すると伝わるが、古代の鎌倉道が多摩川と交差する地点にも近いことから、正規の宿場でない宿があった地という見方もある。いずれにしても、『小田原衆所領役帳』には「借宿」とあり、江戸時代には「苅宿」へと転じている。

### 沿革
- 1559年（永禄2年）-『小田原衆所領役帳』に「稲毛鹿島田借宿」とある。
- 1611年（慶長16年）- 二ヶ領用水が開通。当地も潤される。
- 1628年（寛永5年）- 将軍の御鷹場となる[6]。
- 明和年間 - 杉田家断絶。天領となる。
- 1868年（明治元年）- 明治維新。当地は神奈川県に属する。
- 1874年（明治7年）- 大区小区制により、当地は第4大区第7小区に属する[12]。
- 1889年（明治22年）- 町村制施行により住吉村が成立。苅宿はその大字となる[12]。
- 1923年（大正12年）- 関東大震災。当地では八幡社だけが崩れ、民家の倒壊はなかった[13]。
- 1925年（大正14年）- 住吉村の大半と中原村が合併して、中原町を新設。中原町苅宿となる。
- 1933年（昭和8年）- 中原町が川崎市に編入される。川崎市苅宿となる。
- 1937年（昭和12年）- 東京航空計器の工場が設置される。
- 1941年（昭和16年）- 三菱重工・荏原製作所・帝国通信工業・不二越精機・藤井精機などの工場が設置される[15]。
- 1957年（昭和32年）- 川崎市立苅宿小学校が開校[10]。
- 1972年（昭和47年）- 川崎市が政令指定都市へ移行。当地は川崎市中原区苅宿となる。鹿島田の一部を編入[12]。
- 1974年（昭和49年）- 大倉町が成立。当地の一部も同町となる[10]。
- 2009年（平成21年）- 住居表示実施。これに伴い木月住吉町、西加瀬、市ノ坪との境界を変更する[5][16]。

## 世帯数と人口
2025年（令和7年）6月30日現在（川崎市発表）の世帯数と人口は以下の通りである。
| 町丁 | 世帯数    | 人口    |
| ---- | --------- | ------- |
| 苅宿 | 3,066世帯 | 5,577人 |

### 人口の変遷
国勢調査による人口の推移。
| 年                 | 人口  |
| ------------------ | ----- |
| 1995年（平成7年）  | 5,172 |
| 2000年（平成12年） | 5,255 |
| 2005年（平成17年） | 4,721 |
| 2010年（平成22年） | 5,179 |
| 2015年（平成27年） | 5,231 |
| 2020年（令和2年）  | 5,297 |

### 世帯数の変遷
国勢調査による世帯数の推移。
| 年                 | 世帯数 |
| ------------------ | ------ |
| 1995年（平成7年）  | 2,250  |
| 2000年（平成12年） | 2,426  |
| 2005年（平成17年） | 2,294  |
| 2010年（平成22年） | 2,559  |
| 2015年（平成27年） | 2,603  |
| 2020年（令和2年）  | 2,754  |

## 学区
市立小・中学校に通う場合、学区は以下の通りとなる（2022年3月時点）。
| 番地 | 小学校             | 中学校             |
| ---- | ------------------ | ------------------ |
| 全域 | 川崎市立苅宿小学校 | 川崎市立住吉中学校 |

## 事業所
2021年（令和3年）現在の経済センサス調査による事業所数と従業員数は以下の通りである。
| 町丁 | 事業所数  | 従業員数 |
| ---- | --------- | -------- |
| 苅宿 | 136事業所 | 1,618人  |

### 事業者数の変遷
経済センサスによる事業所数の推移。
| 年                 | 事業者数 |
| ------------------ | -------- |
| 2016年（平成28年） | 137      |
| 2021年（令和3年）  | 136      |

### 従業員数の変遷
経済センサスによる従業員数の推移。
| 年                 | 従業員数 |
| ------------------ | -------- |
| 2016年（平成28年） | 1,675    |
| 2021年（令和3年）  | 1,618    |

## 交通

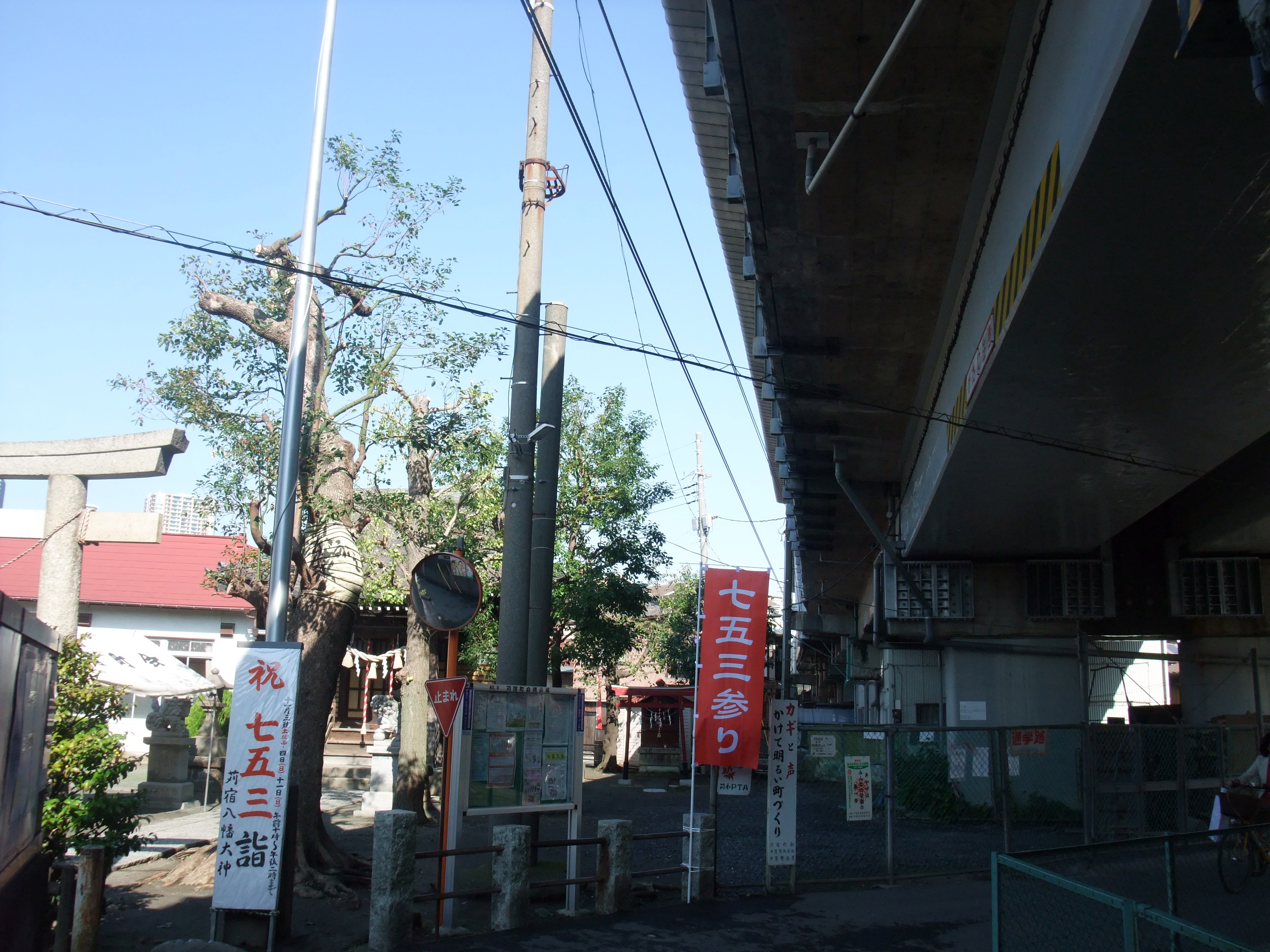
苅宿八幡境内を横切る新幹線

### 鉄道
当地を東海道新幹線が通過するが、駅はない（品川 - 新横浜間）。最寄りは元住吉駅や平間駅となる。

### 道路
当地の南端を、東京都道・神奈川県道111号大田神奈川線（ガス橋通り）が通過し、西加瀬との境界を市道苅宿小田中線（都市計画道路）が通る。

### バス
川崎市バスと川崎鶴見臨港バスが、元住吉・井田病院、上平間、横須賀線小杉駅や川崎駅西口などへのバスを運行している。
川崎市バス
- 川66：井田病院、井田営業所、川崎駅西口、上平間

川崎鶴見臨港バス
- 川53：元住吉・末吉橋経由川崎駅西口[27]（朝のみ）
- 川54：元住吉・小倉下町経由川崎駅西口[28]（早朝・夜間のみ）
- 川55：横須賀線小杉駅[29]、小倉下町経由 川崎駅西口[30]
- 川60：新川崎駅経由川崎駅西口[31]（昼のみ）
- 川61：矢向駅前経由川崎駅西口[32]（朝のみ）
- 原62：中原駅[33]、新川崎交通広場[34]（朝夕それぞれ1往復のみ）
- 元02：新川崎交通広場・小倉方面[34]（平日朝のみ）

## 施設
- 中原消防署苅宿出張所
- 川崎苅宿郵便局

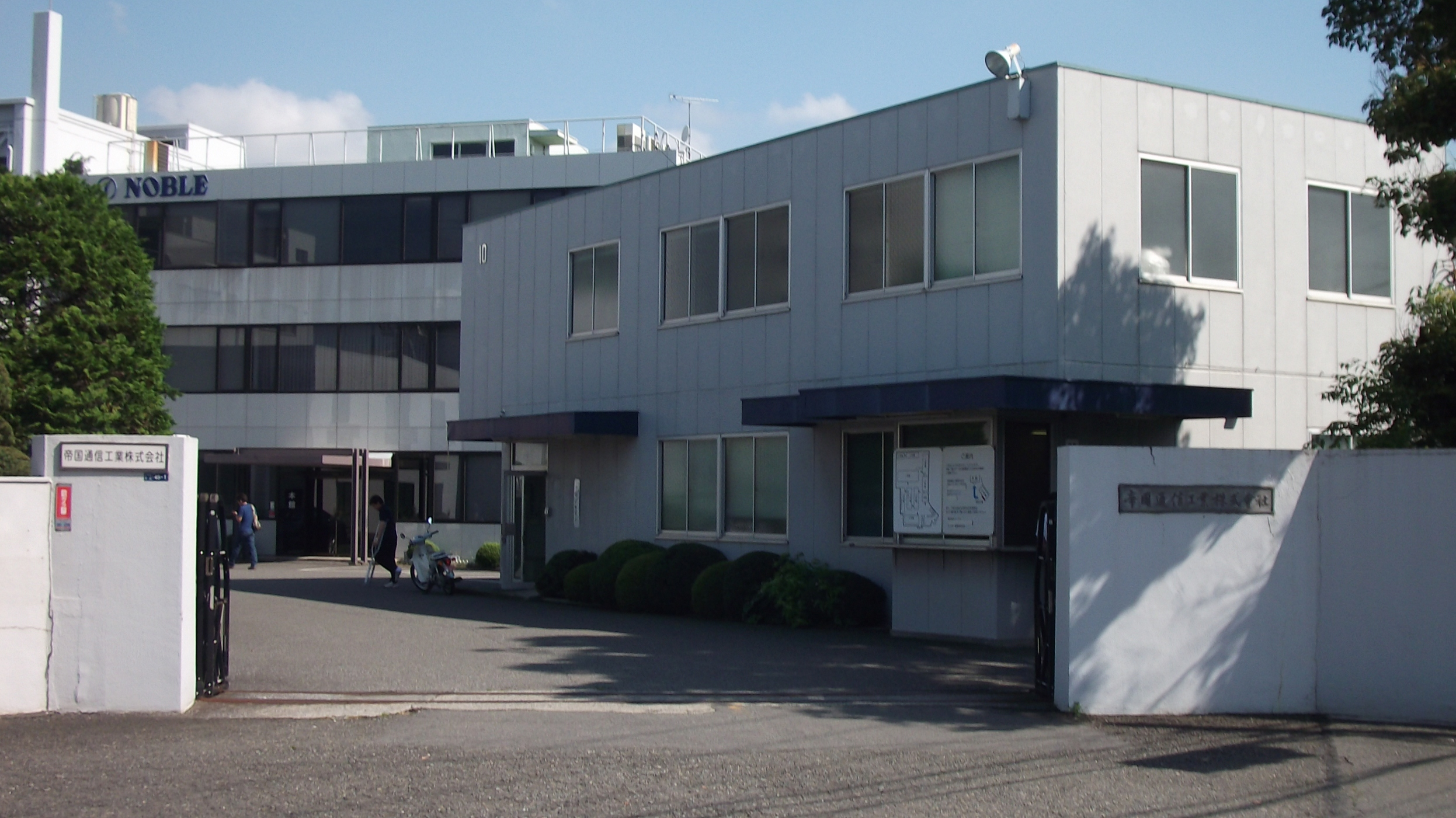
帝国通信工業

- 苅宿商店街・苅宿本通商店街[35][36] - 地元の人に日用品を売るのが中心[37]。
- 帝国通信工業
- 川崎市立苅宿小学校

## その他

### 日本郵便
- 郵便番号 : 211-0022[3]（集配局 : 中原郵便局[38]）

### 警察
町内の警察の管轄区域は以下の通りである。
| 番・番地等 | 警察署     | 交番・駐在所 |
| ---------- | ---------- | ------------ |
| 全域       | 中原警察署 | 木月交番     |